# Kleanthis Palaiologos
Kleanthis Paleologos (11 novembre 1902 – 25 agosto 1990) è stato un atleta, allenatore di atletica e scrittore greco.

## Biografia
Nacque ad Atene nel 1902 e crebbe a Mitilene. Suo padre era Papa-Palaiologos o Papa-Hastas. Alla fine degli anni del liceo fu reclutato e inviato sul fronte dell'Asia Minore.Successivamente si iscrive alla Scuola Teologica dell'Università di Atene e prosegue gli studi fino agli esami di maturità, studiando anche alla Scuola di Ginnastica. È stato per 15 anni membro della direzione di SEGAS, membro del Comitato Olimpico Ellenico (EOE) e vicepresidente dell'Associazione degli allenatori di atletica leggera. Cleanthis Paleologo è stato onorato dallo stato greco con il titolo di generale di brigata di Finikas. È stato anche insignito del dottorato honoris causa dall'Università di Budapest e ha ricevuto il massimo dei voti dal Comitato Olimpico Internazionale (CIO).